# Chulalongkorn University Stadium
Das Chulalongkorn University Stadium (Thai: สนามกีฬา จุฬาลงกรณ์มหาวิทยาลัย, Aussprache: [sà-năːm giː-laː ʤùlaːloŋkon máhǎ wít-tʰájaːlaj]), ehemals Charusathian Stadium, ist ein Multifunktionsstadion in der thailändischen Hauptstadt Bangkok, Thailand. Das Stadion befindet sich im Bezirk Pathum Wan auf dem Gelände der Chulalongkorn-Universität. Zurzeit wird es hauptsächlich für Spiele der Thai League 3 genutzt. So trägt hier der Chamchuri United FC seine Heimspiele aus. Das Stadion hat eine Kapazität von 20.000 Zuschauern. Nach einer Renovierung im Jahr 2005 wurde das Stadion das erste in Thailand mit einem Kunstrasen.

## Nutzer des Stadions
| Verein              | Zeitraum der Nutzung |
| ------------------- | -------------------- |
| Chamchuri United FC | 2011 bis 2012        |
| Chamchuri United FC | 2014 bis heute       |
| BBCU FC             | 2007 bis 2010        |